# الکساندرا سالای
الکساندرا سالای انسان‌شناس و پستاندارشناس اهل استرالیا است که در مطالعات انسان‌شناسی و پستاندارشناسی پاپوآ گینهٔ نو تخصص دارد. کوسکوس گب به افتخار او Phalanger alexandrae نامگذاری شده‌است.

## حرفه
سالای اهمیت فرهنگی کانگوروهای درختی را برای مردم گینهٔ نو، به ویژه در تزئینات بدن و لوازم جانبی مورد مطالعه قرار داده‌است. او در موزهٔ استرالیا، در بخش انسان‌شناسی و پستاندارشناسی کار کرده‌است. سالای تحصیلات تکمیلی‌اش را در دانشگاه سیدنی گذراند. او به عنوان بخشی از تحقیقات خود، آرشیوهای مبلغان نورمن و شیلا دریپر که در موزهٔ استرالیای جنوبی نگهداری می‌شدند را فهرست‌بندی کرد. سالای دربارهٔ مذهب در پاپوآی غربی و همچنین جنبش استقلال پاپوآی غربی مطالبی را منتشر کرده‌است.
سالای با تیم فلانری ازدواج کرده‌است. آنها زمانی که فلانری در سال ۱۹۹۴ به سفر تحقیقاتی‌اش به کالدونیای جدید می‌رفت، یکدیگر را ملاقات کردند. در طول این سفر آنها جانوران فسیلی پلیستوسن را از چندین مکان از جمله غار کلانگور جمع‌آوری کردند.
پدر سالای مجارستانی و خلبان جنگ جهانی دوم بود.

### همنام
در حالی که سالای یکی از اعضای سفر تحقیقاتی ۱۹۹۴ با تیم فلانری و دانشمند اندونزیایی، بوئادی بود، یک گونهٔ جدید از کوسکوس را برای اولین بار توصیف کرد و این گونه در نهایت به نام او، سالای، نامگذاری شد. کوسکوس فقط در جزیرهٔ گبه در شمال جزیرهٔ ملوک یافت می‌شود.